# 愛は霧のかなたに
『愛は霧のかなたに』（あいはきりのかなたに、原題: Gorillas in the Mist）は、1988年制作のアメリカ合衆国の映画。
ルワンダの森林で18年間にわたりマウンテンゴリラの生態系の調査を行ったアメリカの動物学者、動物行動学者、生物学者ダイアン・フォッシーの生涯を描いた作品。マイケル・アプテッド監督、シガニー・ウィーバーがフォッシーを演じた。
ウィーバーは実際に本物のマウンテンゴリラの群れの中に入って撮影を行なった。また、ダイアンの存在を次第に認めて行くボスゴリラは、特殊メイクのリック・ベイカーが製作した本物に似せた着ぐるみである。
第61回アカデミー賞では5部門にノミネートされた。

## キャスト
| 役名                         | 俳優                               | 日本語吹替 | 日本語吹替   |
| 役名                         | 俳優                               | ソフト版   | テレビ朝日版 |
| ---------------------------- | ---------------------------------- | ---------- | ------------ |
| ダイアン・フォッシー         | シガニー・ウィーバー               | 鈴木弘子   | 弥永和子     |
| ボブ・キャンベル             | ブライアン・ブラウン               | 佐古雅誉   | 磯部勉       |
| ロズ・カー                   | ジュリー・ハリス                   | 瀬能礼子   | 武藤礼子     |
| センバガーレ                 | ジョン・オミラ・ミルウィ           | 池田秀一   | 富山敬       |
| ルイス・リーキー             | イアン・カスバートソン             | 梶哲也     | 阪脩         |
| クロード・ヴァン・ヴェクテン | コンスタンティン・アレクサンドロフ | 峰恵研     | 福田信昭     |
| ポール・ムカラ               | ワイグァ・ワシラ                   |            | 大塚芳忠     |
| ブレンダン                   | イアン・グレン                     |            |              |

- ソフト版：VHS・DVD収録
- テレビ朝日版：初回放送1993年2月28日『日曜洋画劇場』